# Commonwealth Games 2022/Triathlon
Bei den Commonwealth Games 2022 in Birmingham, Vereinigtes Königreich, fanden im Triathlon fünf Wettbewerbe statt, je einer für Männer und Frauen und ein weiterer für eine gemischte Staffel.
 
Komplettiert wird das Programm durch zwei Para-Wettbewerbe (PTWC), jeweils einer für Männer und Frauen.
England dominierte mit vier Goldmedaillen und einer Silbermedaille die Wettbewerbe, während Bermuda die verbliebene Goldmedaille gewann.

## Männer
Im ersten Rennen der Männer sicherte sich der 24-jährige Engländer Alex Yee bei seinem „Heimrennen“ im Sutton Park die Goldmedaille.
| Platz | Land | Athlet            | Zeit (min) |
| ----- | ---- | ----------------- | ---------- |
| 1     | ENG  | Alex Yee          | 50:34      |
| 2     | NZL  | Hayden Wilde      | 50:47      |
| 3     | AUS  | Matthew Hauser    | 50:50      |
| 4     | AUS  | Jacob Birtwhistle | 51:06      |
| 5     | SCO  | Grant Sheldon     | 51:24      |

Finale: 29. Juli 2022

## Frauen
| Platz | Land | Athletin             | Zeit (min) |
| ----- | ---- | -------------------- | ---------- |
| 1     | BER  | Flora Duffy          | 55:25      |
| 2     | ENG  | Georgia Taylor-Brown | 56:06      |
| 3     | SCO  | Beth Potter          | 56:46      |
| 4     | ENG  | Sophie Coldwell      | 57:06      |
| 5     | AUS  | Sophie Linn          | 57:08      |

Finale: 29. Juli 2022

## Gemischte Staffel
| Platz | Land | Mannschaft                                                         | Zeit (h) |
| ----- | ---- | ------------------------------------------------------------------ | -------- |
| 1     | ENG  | Alex Yee Sophie Coldwell Samuel Dickinson Georgia Taylor-Brown     | 1:16:40  |
| 2     | WAL  | Iestyn Harrett Olivia Mathias Dominic Coy Non Stanford             | 1:17:26  |
| 3     | AUS  | Jacob Birtwhistle Natalie Van Coevorden Matthew Hauser Sophie Linn | 1:17:29  |
| 4     | NZL  | Hayden Wilde Nicole van der Kaay Taylor Reid Andrea Hansen         | 1:17:37  |
| 5     | SCO  | Cameron Main Sophia Green Grant Sheldon Beth Potter                | 1:18:35  |

Finale: 31. Juli 2022, 14:31 Uhr

## PTVI Männer
| Platz | Land | Athlet            | Zeit (h) |
| ----- | ---- | ----------------- | -------- |
| 1     | ENG  | David Ellis       | 0:57:39  |
| 2     | AUS  | Sam Harding       | 1:02:09  |
| 3     | AUS  | Jonathan Goerlach | 1:05:21  |
| 4     | WAL  | Rhys Jones        | 1:06:02  |
| 5     | ENG  | Oscar Kelly       | 1:06:38  |

Finale: 31. Juli 2022, 11:01 Uhr

## PTVI Frauen
| Platz | Land | Athletin           | Zeit (h) |
| ----- | ---- | ------------------ | -------- |
| 1     | ENG  | Katie Crowhurst    | 1:10:32  |
| 2     | NIR  | Chloe MacCombe     | 1:14:39  |
| 3     | CAN  | Jessica Tuomela    | 1:15:12  |
| 4     | NIR  | Judith Maccombe    | 1:18:30  |
| 5     | ENG  | Linsay Engelbrecht | 1:23:04  |

Finale: 31. Juli 2018, 11:06 Uhr

## Medaillenspiegel
| Platz  | Land       | Gold | Silber | Bronze | Gesamt |
| ------ | ---------- | ---- | ------ | ------ | ------ |
| 1      | England    | 4    | 1      | —      | 5      |
| 2      | Bermuda    | 1    | —      | —      | 1      |
| 3      | Australien | —    | 1      | 3      | 4      |
| 4      | Neuseeland | —    | 1      | —      | 1      |
| 4      | Nordirland | —    | 1      | —      | 1      |
| 4      | Wales      | —    | 1      | —      | 1      |
| 7      | Kanada     | —    | —      | 1      | 1      |
| 7      | Schottland | —    | —      | 1      | 1      |
| Gesamt | Gesamt     | 5    | 5      | 5      | 15     |